# Irmel Weyer
Irmgard „Irmel“ Weyer (* 20. Februar 1927 in Wattenscheid; † 24. Mai 2025 in Ostercappeln) war eine deutsche Ärztin und Entwicklungshelferin.

## Leben
Aufgewachsen in Mülheim an der Ruhr, bestand sie 1946 an der dortigen Luisenschule das Abitur. Während ihrer Jugend wurde sie nach eigenen Angaben geprägt von der Pfarrjugend, die sich zur NS-Zeit heimlich traf. Auch die Luftangriffe im Zweiten Weltkrieg in ihrer Heimatstadt, bei denen sie als Feuermelderin und beim Löschen helfen musste, erwähnt sie in diesem Zusammenhang. Nach dem Abitur studierte sie in Regensburg und in Passau Medizin.
Ab 1961 war sie in dem 1914 von Missionsbenediktiner Pater Ludger als Missionsstation und Gesundheitsdienst gegründeten Litembo Hospital in Tansania tätig. Unter ihrer Leitung wurde das Krankenhaus erheblich ausgebaut. Es entstanden schon zwei Jahre nach ihrer Ankunft ein Operationssaal und eine Röntgenabteilung. 1967 wurde eine Hauptpflegestation errichtet. Ab 1982 wurde in einem Wasserkraftwerk der benötigte Strom selbst erzeugt und im Jahr 1983 wurde ein neues Verwaltungsgebäude bezogen. Bevor sie 1996 in den Ruhestand ging, wurde 1995 eine Kinderstation eröffnet. Das Krankenhaus, in welchem zur Anfangszeit 78 Betten in zehn fensterlosen Hütten zur Verfügung standen und in dem ohne fließendes Wasser und Stromanschluss bei Taschenlampenlicht operiert wurde, wurde unter ihrer Leitung zu einem modernen Regierungskrankenhaus mit 360 Betten und jährlich 200.000 Patienten.
Unterstützt wurde sie vom „Verein der Förderer der Urwaldärztin Dr. Irmel Weyer“ der später zur „Dr.-Irmel-Weyer-Stiftung“ umfirmierte, den der Priester und Studienrat Erich Endlein 1967 gegründet hatte. Laut ihren eigenen Angaben freute es sie besonders, dass nach ihr Einheimische das Haus leiteten.
Zuletzt (Stand: 2017) lebte sie in Ostercappeln-Schwagstorf und pflegte dort ihre sechs Jahre ältere Schwester.

## Auszeichnungen
Am 18. Juni 2009 überreichte ihr der damalige Ministerpräsident das Große Verdienstkreuz für ihr Lebenswerk.
Vom tansanischen Präsidenten Julius Nyerere wurde sie mit dem höchsten tansanischen Orden geehrt.
Vom Papst wurde sie mit dem Gregoriusorden ausgezeichnet.

## Werke
- Die Häufigkeit des Zusammentreffens lupöser Hauterkrankungen mit anderen tuberkulösen Manifestationen. (Dissertation, Medizinische Fakultät Universität Düsseldorf vom 10. März 1955) Düsseldorf 1955.